# Carla Moreno
Pour les articles homonymes, voir Moreno.
Carla Moreno née le 19 septembre 1976 à São Carlos au Brésil est une triathlète professionnelle, championne panaméricaine de triathlon (2010) et championne du monde d'aquathlon en 2003.

## Palmarès
Le tableau présente les résultats les plus significatifs (podium) obtenus sur le circuit international de triathlon et d'aquathlon depuis 2000,.
| Année | Compétition                                   | Pays             | Position           | Temps           |
| ----- | --------------------------------------------- | ---------------- | ------------------ | --------------- |
| 2010  | Championnats panaméricains                    | Mexique          | Médaille d'or      | 2 h 4 min 52 s  |
| 2010  | Coupe du monde - l'étape de Tiszaújváros      | Hongrie          | Médaille de bronze | 2 h 1 min 10 s  |
| 2010  | Coupe panaméricains - l'étape d'Ixtapa        | Mexique          | Médaille d'or      | 1 h 59 min 1 s  |
| 2010  | Championnats d'Amérique du Sud                | Pérou            | Médaille d'argent  | 2 h 0 min 48 s  |
| 2007  | Coupe panaméricains - l'étape d'Ixtapa        | Mexique          | Médaille d'or      | 2 h 6 min 43 s  |
| 2007  | Coupe panaméricains - l'étape de Buenos Aires | Argentine        | Médaille d'or      | 2 h 6 min 46 s  |
| 2005  | Championnats du monde d'aquathlon             | Japon            | Médaille d'argent  | 0 h 30 min 14 s |
| 2004  | Coupe du monde - l'étape de Mazatlán          | Mexique          | Médaille d'or      | 2 h 1 min 4 s   |
| 2003  | Coupe du monde - l'étape de Rio de Janeiro    | Brésil           | Médaille d'or      | 1 h 59 min 12 s |
| 2003  | Coupe du monde - l'étape de Cancún            | Mexique          | Médaille d'argent  | 2 h 10 min 44 s |
| 2003  | Championnats d'Amérique du Sud                | Venezuela        | Médaille d'or      | 2 h 21 min 15 s |
| 2003  | Coupe panaméricains - l'étape de Fortaleza    | Brésil           | Médaille d'or      | 1 h 58 min 46 s |
| 2003  | Championnats du monde d'aquathlon             | Nouvelle-Zélande | Médaille d'or      | 0 h 32 min 50 s |
| 2002  | Coupe du monde - l'étape de Nice              | France           | Médaille d'argent  | 2 h 2 min 29 s  |
| 2002  | Coupe panaméricains - l'étape de La Paz       | Argentine        | Médaille d'or      | 2 h 10 min 49 s |
| 2002  | Coupe du monde - l'étape de Hambourg          | Allemagne        | Médaille de bronze | 1 h 58 min 4 s  |
| 2001  | Coupe panaméricains - l'étape de Guaratuba    | Brésil           | Médaille d'or      | 2 h 14 min 42 s |
| 2001  | Coupe panaméricains - l'étape de São Paulo    | Brésil           | Médaille d'or      | 2 h 6 min 41 s  |
| 2001  | Championnats panaméricains                    | États-Unis       | Médaille de bronze | 2 h 3 min 5 s   |
| 2000  | Coupe du monde - l'étape de Rio de Janeiro    | Brésil           | Médaille de bronze | 1 h 59 min 0 s  |